# Okrug Sierra, Novi Meksiko
| Sierra                                                     |                              |
| Zemljovid Novog Meksika s označenim okrugom Sierrom.       |                              |
| Zemljovid SAD s označenom saveznom državom Novim Meksikom. |                              |
| Osnovan:                                                   | 1884.                        |
| Sjedište:                                                  | Truth or Consequences        |
| Najveće naselje:                                           | Truth or Consequences        |
| Površina:                                                  | 10.971 km2                   |
| Br. stanovnika (2010.):                                    | 11.988                       |
| Kongresni okrug:                                           | 2.                           |
| Vremenska zona:                                            | Stjenjačko vrijeme: UTC-7/-6 |
| Službene stranice:                                         |                              |

Sierra je okrug u američkoj saveznoj državi Novom Meksiku.

## Stanovništvo
Prema popisu stanovništva 2010., stanovnici su 85,6% bijelci, 0,4% "crnci ili afroamerikanci", 1,7% "američki Indijanci i aljaskanski domorodci", 0,4% Azijci, 0,0% Havajci ili tihooceanski otočani, 3,3% dviju ili više rasa, 8,6% ostalih rasa. Hispanoamerikanaca i Latinoamerikanaca svih rasa bilo je 28,0%.

## Vanjske poveznice
- Postal History Poštanski uredi u okrugu Sierri, Novi Meksiko